# ستيف ماتسون
ستيف ماتسون (بالإنجليزية: Steve Mattsson)‏ هو رسام كارتون أمريكي، ولد في 16 ديسمبر 1959.